# 呂良煥
呂 良煥（りょ りょうかん、1936年12月10日 - 2022年3月15日）は、台湾台北市出身のプロゴルファー。

## 来歴
貧しい家庭で育ち、普段は家の仕事を手伝い、学校が休みの日には牛を連れて淡水のゴルフコース付近で放牧をしていた。夏休みになるとゴルフ場でゴルフクラブを背負って運び、金を稼ぐようになる。
淡水小学校を卒業した直後に建設された台北ゴルフ場でキャディをしながらプロを目指し、18歳の年にキャディの選手権競技で優勝。
キャディ時代はゴルファーの技を観察して学ぶが、ゴルフクラブを買う余裕も無かったため、竹を削ってゴルフクラブを作り、小さなグアバをゴルフボールとして、客の少ない平日にキャディ仲間と練習をしていた。
キャディの選手権競技はアメリカ軍の兵士がキャディ達のために特別に企画したもので、呂は優勝賞品の「1番ウッド = ドライバー」を獲得するためにエントリーし、かなりの練習を重ねて優勝。夢みていた最初の1本、外国製のドライバーを手に入れる。これが励みとなり、次の大会でも勝ちたいと思った呂は2回目の大会でも優勝し、2番ウッド、3番ウッドのセットが揃い、3回目の大会でも優勝を果たし、ついに呂のキャディバッグの中には9本のクラブが揃った。　　
1956年に20歳で兵役に入るが、同年には陳清波と共にイギリスで開催されたカナダカップ台湾代表として選出される。結果は29ヶ国中23位に終わるが、呂にとって初の海外でのプレーであり、初めてキャディのゴルフ選手権で手に入れたゴルフ道具一式を携えての参加であった。大会ではベン・ホーガンやピーター・トムソンら名手の技術を目の当たりにし、「これが本当のゴルフだ!」と実感した。
2年後に除隊して再びゴルフに戻り、1957年6月には正式に試験に合格し、台湾初の試験に合格した正式なプロゴルファーとなった。
1959年にはアジアサーキットの前身である「遠東ゴルフツアー」の第1回香港オープンで、ブルース・クランプトン&ケル・ネーグル（オーストラリア）に1打差付けて優勝し 、当時の「遠東ゴルフツアー」最年少チャンピオンとなり、呂の名をアジアのゴルフ界に知らしめた。
アジアサーキットが開催されるようになってから日本のトーナメントにも顔を出すようになるが、片山津ゴルフ倶楽部の専属となった1971年から数多く出場し始める。
1962年から1964年までクラブの常駐プロとなり、1966年・1967年には2年連続でアジアサーキット総合タイトルを獲得 。クラブ常駐の頃には香港でアーノルド・パーマー（アメリカ）とのエキシビションマッチをプレーし、感銘を受けたパーマーは呂をアメリカでプレーするよう誘った。
1971年の全英オープンではリー・トレビノ（アメリカ）と優勝争いを演じてアジア勢最高位の2位になったが、呂の打球が見物中の老婦人に当たり、呂はプレーそっちのけで駆けつけて謝り、ラウンド後に病院へ見舞いにも行った 。この行為が話題となって呂は全英オープンの終身出場権を与えられ、“ミスター・ルー”の愛称で世界に親しまれるきっかけとなり、1974年の全英オープンでも5位タイと好成績を残した。
全英オープン翌週のオープン・ド・フランスでは初日に71をマークし、2日目には63、3日目には62でコースレコードに並んだ。最終日を3アンダー66、通算262でロベルト・デ・ヴィチェンツォ&ビセンテ・フェルナンデス（アルゼンチン）に2打差付けて優勝し、ヨーロピアンツアーで優勝した初の台湾人及びアジア人ゴルファーとなった。大会中、呂が宿泊していたホテルに「ミスター・ルー、私は大丈夫です。今週はバーディーをたくさん獲ろう。」とボールをぶつけられた老婦人からメッセージが届く。老婦人は毎日呂に健康を祈る電報を送り、大会後に呂は老婦人夫婦に全額負担の母国旅行をプレゼントし、その後も数年間、二人はクリスマス・カードを交換した。
1971年の中日クラウンズでは2日目にベストスコアの66をマークし、前日の67位タイから一気に7位タイまで急浮上して脚光を浴びると、3日目も6バーディ、1ボギーと連日のベストスコアで65をマーク、首位の河野高明に並んだ。最終日には激しい雨と風で約1時間中断する悪コンディションの中でアプローチが冴え渡り、1番3m、4番1mを沈めバーディ。呂は同年のマレーシアオープンから使い分けている長短2本のパターを自在に駆使し、手堅くスコアを守った。同じく首位スタートの河野との差を6ストロークも広げて独走態勢となり、その間に猛チャージをかけたトムソンに詰め寄られるも、呂が通算6アンダーで初日の67位から巻き返し、大会初優勝を飾った。
1972年には第20回大会となったワールドカップ台湾代表に選出され、団体戦では謝敏男とのペアで河野&村上隆（日本）、ティーニー・ブリッツ&ゲーリー・プレーヤー（南アフリカ）、クランプトン&ビル・ダンク（オーストラリア）、ジム・ジェイミーソン&トム・ワイスコフ（アメリカ）を抑えて優勝。個人戦では謝敏、河野、ブリッツに次ぎ、クランプトン・村上と並んでの4位タイに入った。大会初日は団体で首位の日本と3打差、ベルギーと並んでの2位タイでスタート。翌日は悪天候で中止となり、大会は54ホールに短縮されることになった。仕切り直しの2日目には苦戦する日本に代わって首位に立ち、謝が69をマークして引っ張り、通算1オーバーで初めての世界一に王手をかけた。最終日は強い風が吹き荒れて選手達は軒並みスコアを崩す中、風に強い台湾勢は踏ん張り、日本勢は大苦戦。一時は日本との差を8打にまで広げたが、台湾勢も徐々にスコアを落とし始める。個人戦でトップを走る謝が9番から6ホール連続でパーセーブにならず、残り2ホールとなったところで日本に並ばれたが、17番パー5で、呂良、謝敏と立て続けにバーディーを奪う。対して先にプレーしていた日本は2人ともにパーに終わり、ここでついた2打差を18番で詰めることができず、台湾勢の優勝が決まると同時に大会史上初となるアジア勢の1、2位独占となった。
初出場したパナマオープンでは最終日に68をマークし、通算9アンダー279でロジェリオ・ゴンサレス（コロンビア）、ルイス・カルロス・ピント（ブラジル）に2打差付けて優勝。
日本では1972年のくずは国際でウォルター・ゴドフリー（ニュージーランド）をプレーオフで下し、1973年には有名プロと北陸3県のアマチュア選手ら60名が参加した北陸で初めてのビッグゲーム「北陸クラシック」で杉本英世に1打差付けて優勝。
1973年のワールドフレンドシップでは青木功、グラハム・マーシュ（オーストラリア）をプレーオフで下し 、1974年の総武国際オープンでは田中文雄・尾崎将司に4打差付けて逆転優勝。
1974年の広島オープンでは通算16アンダー272で村上を抑えて優勝し、1975年の同大会では島田幸作・中村通とのプレーオフを制して連覇を達成 
1975年のフジサンケイクラシックでは最終日に10番でマーシュと並び、11、12番で連続バーディーの後、マーシュが13番で第2打をOBを叩いことで4打差と開き、マーシュの3連覇を阻止すると同時に外人勢3連覇を決めた。
1977年の静岡オープンでは最終日に宮本康弘と共に2アンダーとスコアを伸ばし、通算7アンダー281で並んでプレーオフに持ち込む。プレーオフでは7ホール目の16番パー5で宮本康が第2打を林に入れてボギーであったのに対し、呂は手堅くパーに収めて優勝を決めた。
1979年には、モロッコ王国や、コートジボワールの大統領の招きを受け、アフリカで、中華民国の発展を説明すると共に一緒にゴルフを楽しむなどゴルフ外交を行い、“中華民国の親善大使”とも呼ばれていた。特にモロッコ国王ハサン2世との親交は有名で、国王からは毎年招待され、300年以上の歴史を持つアンティーククラブを数本贈られた。
1983年に甥の呂西鈞とペアを組んだアコムダブルスでは尾崎将&飯合肇ペアと27アンダー261で並び、プレーオフでは呂良が3ホール目でバーディを決めて優勝。
引退後も自分の経験を伝えたいと、ゴルフ場で若い選手と会うとアドバイスをしたり自身の経験を伝えたりし、台湾のゴルフ選手から愛された。
2010年にはアジア太平洋ゴルフ殿堂入りを果たす。
2022年3月15日、病気のため台北栄民総医院で死去。享年85歳。

## 主な優勝
日本
- 1971年 - 中日クラウンズ
- 1972年 - くずは国際
- 1973年 - ワールドフレンドシップ、北陸クラシック
- 1974年 - 総武国際オープン、広島オープン
- 1975年 - 広島オープン、フジサンケイクラシック
- 1976年 - 産報チャンピオンズ[29]
- 1977年 - 静岡オープン
- 1983年 - アコムダブルス
- 1987年 - 静岡オープン

アジアサーキット
- 1965年 - フィリピンオープン
- 1966年 - 台湾オープン
- 1971年 - タイランドオープン
- 1974年 - フィリピンオープン、香港オープン
- 1978年 - フィリピンオープン
- 1979年 - 台湾オープン
- 1983年 - 台湾オープン
- 1985年 - 台湾オープン

その他
- 1959年 - 香港オープン
- 1970年 - 台湾プロ
- 1971年 - オープン・ザ・フランス
- 1972年 - ワールドカップ（団体）、パナマオープン
- 1975年 - 台湾プロ
- 1977年 - 台湾プロ
- 1979年 - 台湾プロ、高雄オープン
- 1987年 - 新風オープン